# Selección de fútbol sub-17 de Baréin
La Selección de fútbol sub-17 de Baréin, conocida también como Selección infantil de fútbol de Baréin, es el equipo que representa al país en la Copa Mundial de Fútbol Sub-17 y en el Campeonato Sub-16 de la AFC, y es controlada por la Federación de Fútbol de Baréin.

## Historial
Fueron de las últimas selecciones en participar en el mundial en la categoría sub-16, y curiosamente fue su debut en mundiales de la categoría. También ha sido su mejor participación, ya que llegaron a las semifinales en 1989. También estuvieron en la edición de 1997, aunque no superaron la fase de grupos.
A nivel continental han participado del torneo en siete ocasiones, en donde han sido finalistas en 1988 y han llegado dos veces a semifinales.

## Palmarés
- Campeonato Sub-16 de la AFC: 0
  - Finalista: 1

1988
- - Semifinales: 2

1996, 1998

## Jugadores destacados
- Khaled Jasem